# Juan de Santelices y Guevara
Juan de Santelíces y Guevara fue un alto funcionario español del siglo XVII, caballero de la orden de Santiago. En 1629 fue nombrado oidor en la chancillería de Granada, en 1631 regente de la Audiencia de Sevilla y  más tarde presidente de la Casa de Contratación de Indias y miembro del Consejo de Indias. Desde 1642 fue miembro del Consejo de Castilla. Desempeñó el cargo de asistente de Sevilla en dos periodos, 1642-1644 y 1648-1649. 

El apellido Santelices Guevara es un apellido compuesto que procede del matrimonio entre Rodrigo de Santelices (1530) y Maria Guevara Palacio (1535) vecinos de Escalante (Cantabria), localidad en la que aun se conserva la casa familiar conocida como Palacio de los Guevara. Por ello existen varios miembros de esta saga familiar con el mismo nombre, entre ellos Juan de Santelices Guevara y Escalante, primer marqués de Chiloeches.